# Otto Höfler

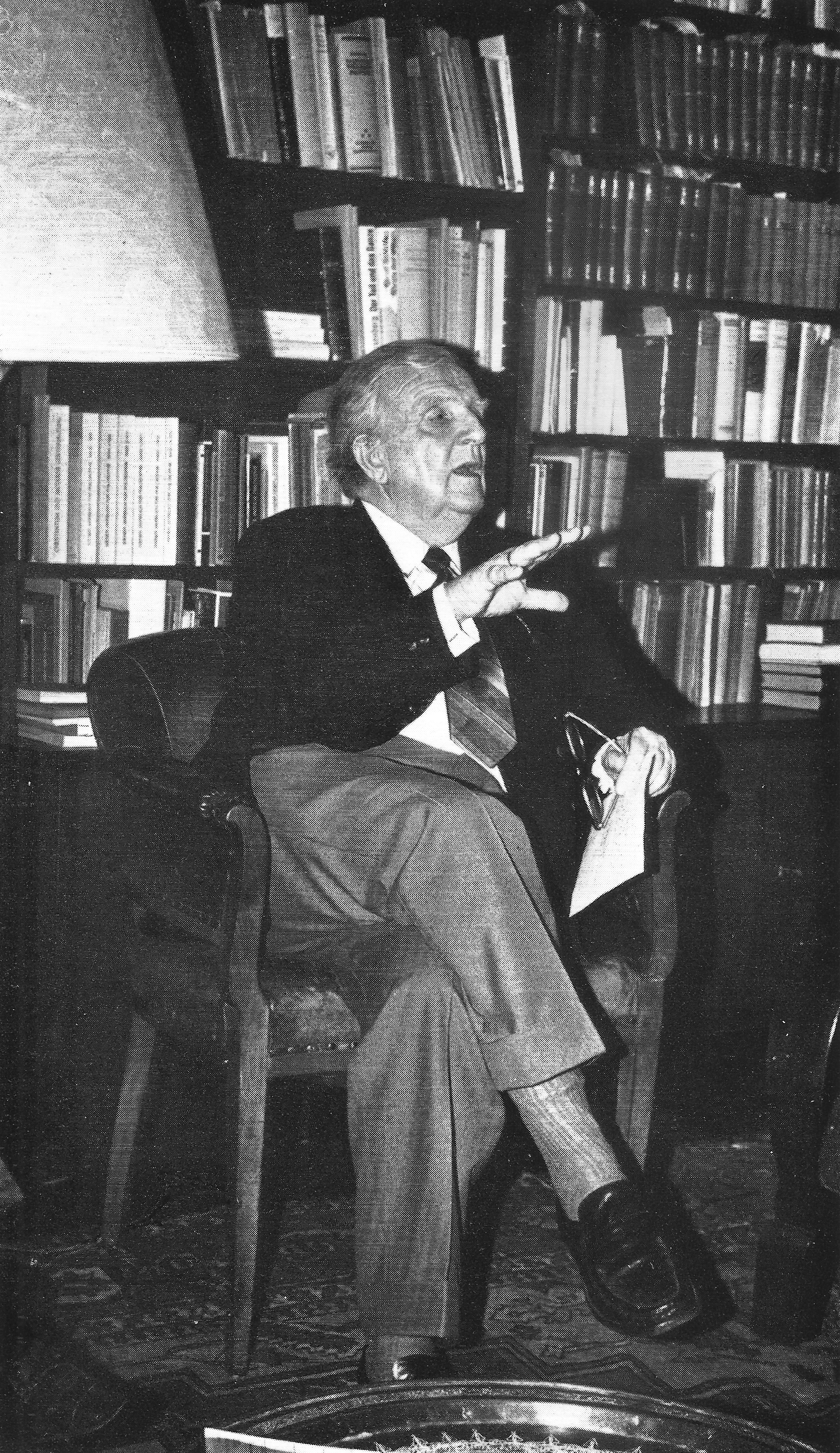
Otto Höfler 1965

Otto Eduard Gottfried Ernst Höfler (* 10. Mai 1901 in Wien; † 25. August 1987 ebenda) war ein österreichischer germanistischer und skandinavistischer Mediävist, illegaler Nationalsozialist (ab 1922), völkischer Wissenschaftler und Mitarbeiter des SS-Ahnenerbes, der nach 1945 im akademischen Betrieb wieder Fuß fasste.

## Jugend und Ausbildung
Otto Höfler stammte aus einer großbürgerlichen Familie mit rechtskonservativ-katholischem Hintergrund. Sein Vater Alois war Professor für Philosophie und Pädagogik an der Universität Wien, die Mutter, Auguste Dornhöfer, stammte aus Bayreuth.
Sein älterer Bruder Karl Höfler (1893–1973) war Botaniker und Pflanzenphysiologe und Ordinarius in Wien, sein jüngerer Bruder Wolfgang (1905–1984) Chemiker.
Das Studium der Germanistik und Skandinavistik nahm Höfler 1921 in Wien auf. Dort war er Schüler von Rudolf Much. 1921 wurde er Mitglied des völkisch gesinnten, antisemitischen Wiener akademischen Verein der Germanisten und 1922 Mitglied der „Ordnertruppe O.T.“, einem Vorläufer der SA. In seinem Lebenslauf 1937 bezeichnete sich Höfler als von „deutsch-arischer Abstammung und deutsch-völkischer Gesinnung“. Höfler studierte an der Universität Lund, in Basel bei Andreas Heusler und in Kiel.
Nach seiner Promotion mit einer Arbeit zu „Altnordischen Lehnwortstudien“ im Jahre 1926 arbeitete er ab 1928 bis zum Wintersemester 1933/1934 als Lektor für deutsche Sprache an der Universität Uppsala. Dabei gab er seine Verbindung zu Rudolf Much und Wien nicht auf, wo er sich 1931 mit einer Arbeit über „Kultische Geheimbünde der Germanen“ habilitierte.

## Wirken in der Zeit des Nationalsozialismus
Diese Habilitationsschrift wurde 1934 veröffentlicht und enthielt ein offenes Bekenntnis zum Nationalsozialismus. An der Universität Kiel betrieben Studenten und Professoren wie der – im Urteil seines Vorgängers gegenüber den Nationalsozialisten „wachsweiche“ – Rektor Otto Scheel mithilfe des unter Führung von Bernhard Rust stehenden Preußischen Kultusministeriums nationalsozialistische Personalpolitik. Zwei Professoren und eine Professorin für Germanistik wurden unter Berufung auf das „Berufsbeamtengesetz“ von ihren Lehrstühlen vertrieben und durch linientreue Nationalsozialisten ersetzt. 1935 wurde Höfler als Professor für germanische Altertumskunde und Philologie an die Universität Kiel berufen. Ferner kamen Gerhard Fricke und später Clemens Lugowski. Damit hielten in Kiel die Germanisten Einzug, die zu den „Propagandisten und Profiteuren“ des Nationalsozialismus gezählt werden müssen.
Die Germanisten dieser Zeit zeigten mehrheitlich eine starke Affinität zum Nationalsozialismus. Sie vertraten eine neue Deutschkunde, „die in sprachlichen und volkskundlichen Überresten nach Spuren suchten, die vom »deutschen Geist« beziehungsweise vom »deutschen Wesen«, den neuen Leitkonzepten der damaligen Zeit zeugten.“
Mit seiner Theorie von der staatsbildenden Kraft „germanischer Männerbünde“, die er auch als „Geheimbünde“ bezeichnete, wurde Höfler nach dem Aufstieg der SS innerhalb des NS-Staats für deren Einrichtungen interessant. So wurde er ebenso wie Jan de Vries Mitglied in der Forschungsgemeinschaft Deutsches Ahnenerbe, deren Schirmherr der Reichsführer SS Heinrich Himmler war. In der Folge unterstützte er Himmlers Bemühungen, eine Kontinuität zwischen der Germanenzeit und dem nationalsozialistischen Deutschland herzustellen. Ab 1936 gehörte er auch der „Forschungsabteilung Judenfrage“ beim Reichsinstitut für Geschichte des Neuen Deutschland an.
Nach der Lockerung der Aufnahmesperre beantragte Höfler am 1. Dezember 1937 die Aufnahme in die NSDAP und wurde rückwirkend zum 1. Mai aufgenommen (Mitgliedsnummer 5.443.927). Mitglied der SS wurde er trotz seines Engagements für das SS-Ahnenerbe nie. Er nutzte jedoch seine Position, um Konkurrenten vom akademischen Bereich fernzuhalten, so etwa den Germanisten Bernhard Kummer, der aktiver Nationalsozialist war, aber nach Höflers Auffassung ein unwissenschaftliches Germanenbild verfocht und dem Amt Rosenberg nahestand.
Auf direkte Intervention Himmlers erhielt Höfler 1938 einen Lehrstuhl für Germanistik, deutsche Volkskunde und Nordistik an der Ludwig-Maximilians-Universität München, an der er bis 1945 Professor war. Während des Zweiten Weltkriegs arbeitete Höfler am Projekt Kriegseinsatz der Geisteswissenschaften mit. Im Sommer 1943 übernahm Höfler von Otto Scheel das Präsidentenamt des Deutschen Wissenschaftlichen Instituts in Kopenhagen. Eine lebenslange Freundschaft verband ihn mit dem Indogermanisten Julius Pokorny, ebenfalls ein Schüler Muchs, der jüdischer Herkunft war.

## Nach 1945
Aufgrund seines starken Engagements für den Nationalsozialismus wurde Höfler nach 1945 zunächst mit einem Berufsverbot belegt. Er wurde jedoch in mehrfachen Entnazifizierungsprozessen als unbelastet eingestuft. Als seine Wiederberufung an die Universität München zur Sprache kam, sollte die von ihm nationalsozialistisch interpretierte Volkskunde ausdrücklich nicht Bestandteil seines Lehrauftrags sein. Daher folgte er 1957 einem Ruf an die Universität Wien, wo er bis 1967 dem germanistischen Institut als geschäftsführender Direktor vorstand und bis zu seiner Emeritierung im Jahr 1971 den Lehrstuhl für deutsche Sprache und ältere deutsche Literatur innehatte. 1956 wurde Otto Höfler zum korrespondierenden Mitglied der Österreichische Akademie der Wissenschaften berufen, 1964 zum wirklichen Mitglied. 1979 erhielt er die Ehrenmedaille der Bundeshauptstadt Wien in Gold.

## Forschung und Lehre
Höfler befasste sich mit der germanischen Religionsgeschichte und dem sogenannten Sakralkönigtum (Königsheil), außerdem verfasste er Schriften zur historischen Lautlehre (Entfaltungstheorie) und zur Runenschrift. Alle Arbeiten stehen im Kontext der Theorie von der „Germanischen Kontinuität“, die in jüngeren deutschen Volksbräuchen unverfälschtes Germanentum nachweisen will.
Bei seiner Interpretation von Sagen, die er als wichtigsten Beleg für die Kontinuität heranzog, geriet Höfler in einen fachwissenschaftlichen Disput mit seinem Fachkollegen Friedrich Ranke.
Von seinen Ansichten, die auch von nationalsozialistischen Autoren thematisiert wurden, u. a. seiner „Theorie der germanischen Männerbünde“, distanzierte sich Höfler später teilweise aufgrund des öffentlichen Drucks, beharrte aber in einer 1973 erschienenen Schrift über Verwandlungskulte auf seinen Grundthesen, z. B. über die Ursprünge der Sagen um die Wilde Jagd, die er als einen „Kernmythos“ bezeichnete.
Akademische Schüler und Forscher, die durch Höfler geprägt wurden, sind oder waren u. a.: Heinrich Beck (Skandinavistik Bonn), Helmut Birkhan (Altgermanistik, Germanische Linguistik Wien), Klaus Düwel (Altgermanistik und Skandinavistik Göttingen), Alfred Ebenbauer (Altgermanistik Wien), Thomas Finkenstaedt (Anglistik Saarbrücken), Otto Gschwantler (Skandinavistik Wien), Leopold Hellmuth (Altgermanistik Wien), Heinz Klingenberg (Skandinavistik Freiburg/Brsg.), Fritz Peter Knapp (Altgermanistik Passau), Karl-Sigismund Kramer (Volkskunde Kiel), Peter Krämer (Altgermanistik Wien), Wolfgang Lange (Skandinavistik Göttingen), Edith Marold (Skandinavistik Kiel), Gunter Müller (Germanische Namenkunde Münster/Westf.), Mohammed Rassem (Kultursoziologie Salzburg), Hermann Reichert (Altgermanistik, Germanische Namenkunde Wien), Kurt Schier (Skandinavistik München), Richard Schrodt (Germanische Linguistik Wien), Gerlinde Weiss (Altgermanistik Salzburg), Peter Wiesinger (Altgermanistik Germanische Linguistik Wien), Manfred Zips (Altgermanistik Wien).

## Veröffentlichungen (Auswahl)
- Kultische Geheimbünde der Germanen. Diesterweg, Frankfurt 1934 – nur Band 1 erschienen. (Habilitationsschrift an der Universität Wien aus dem Jahr 1931 mit dem Titel Totenheer – Kultbund – Fastnachtsspiel)
- Das germanische Kontinuitätsproblem. Nach einem Vortrag, Hanseatische Verlagsanstalt, Hamburg 1937. (In der Reihe Schriften des Reichsinstituts für Geschichte des neuen Deutschlands.)
- Die politische Leistung der Völkerwanderungszeit. Rede, Wachholtz Neumünster 1939. Reihe: Schriften der wissenschaftlichen Akademie des NSD.-Dozentenbundes der Christian-Albrechts-Universität Kiel ; 7.
- Friedrich Gundolf und das Judentum in der Literaturwissenschaft. In: Forschungen zur Judenfrage, Bd. 4, Hamburg: Hanseatische Verlagsanstalt 1940, S. 115–133.
- Germanisches Sakralkönigtum, 1952 – nur Band 1 erschienen
- Balders Bestattung und die nordischen Felszeichnungen, Wien 1952
- Zur Diskussion über den Rökstein, In: Anzeiger der phil.-hist. Klasse der Österreichischen Akademie der Wissenschaften 1954, Nr. 4, S. 62–99.
- Das Opfer im Semnonenhain und die Edda, erschienen in Edda, skalden, Saga. Festschrift für Felix Genzmer. Heidelberg 1952, S. 1–67.
- Goethes Homunculus, 1963
- Verwandlungskulte, Volkssagen und Mythen, 1973
- Theoderich der Große und sein Bild in der Sage, 1975
- Siegfried, Arminius und der Nibelungenhort (= Sitzungsberichte / Österreichische Akademie der Wissenschaften, Philosophisch-Historische Klasse 332). Verlag der Österreichischen Akademie der Wissenschaften, Wien 1978, ISBN 3-7001-0234-8.
- Kleine Schriften. Ausgewählte Arbeiten zur germanischen Altertumskunde und Religionsgeschichte, zur Literatur des Mittelalters, zur germanischen Sprachwissenschaft sowie zur Kulturphilosophie und -morphologie, hrsg. v. Helmut Birkhan, Hamburg 1992